# ديرا غازي خان
ديرا غازي خان (بالأردوية: ڈيره غازي خان)‏ هي بلدةٌ تقعُ في مقاطعة البنجاب في باكستان وتُعتبر المدينة التاسعة عشر من حيث عدد السكان في باكستان.

## التاريخ

### التأسيس
تأسَّست ديرا غازي خان في نهاية القرن الخامس عشر حيث سُمِّيت على اسم غازي خان ميراني نجل الحاج خان ميراني الذي كان زعيمًا بلوشياً معروفًا في المنطقة، وبفضله حكمَ 15 جيلٌ من عائلة ميراني المدينة.

### بعد الاستقلال
بعد نجاحِ الحركة الباكستانية التي ساهمت وأدَّت إلى استقلالِ باكستان عام 1947، هاجرت الأقلية الهندوسيّة والسيخ إلى الهند بينما استقر العديد من اللاجئين المسلمين من الهند في منطقة ديرا غازي خان. لقد استقرَّ العديد من الهندوس والسيخ من ديرا غازي خان في دلهي وأسسوا ديراوال ناجار مع المهاجرين من ديرا إسماعيل خان.

## الجغرافيا والمناخ
تقع ديرا غازي خان في 30'03 «شمالًا و70'38» شرقًا. يمتازُ المناخ العام للمدينة بالجفاف مع قليلٍ من الأمطار، أمَّا شتائها فهو معتدلٌ إلى حدٍ بعيدٍ على عكس صيفها الحارِّ جدًا. يبلغُ متوسِّطُ درجة الحرارة خلال الصيف حوالي 107 °ف (42 °م) بينما يصلُ خلال فصل الشتاء إلى حوالي 40 °ف (4 °م). عادة ما يكونُ اتجاه الرياح من الشمال نحو الجنوب، وبسببِ الجبال القاحلة في جبال سليمان والتربة الرملية في المنطقة؛ تكونُ العواصف الهوائية شائعةٌ في فصلِ الصيف. تُعرف المدينة بشكلٍ عامٍ من بين قائمة أعلى المدن حرارة في فصلِ الصيفِ في باكستان، فيما تتمتع فورت مونرو الواقعة على حافة مقاطعة البنجاب بطقس أكثر برودة نسبيًا.
المناخ
يظهر الجدول التالي التغييرات المناخية على مدار السنة لديرا غازي خان:
| البيانات المناخية لـديرا غازي خان | البيانات المناخية لـديرا غازي خان | البيانات المناخية لـديرا غازي خان | البيانات المناخية لـديرا غازي خان | البيانات المناخية لـديرا غازي خان | البيانات المناخية لـديرا غازي خان | البيانات المناخية لـديرا غازي خان | البيانات المناخية لـديرا غازي خان | البيانات المناخية لـديرا غازي خان | البيانات المناخية لـديرا غازي خان | البيانات المناخية لـديرا غازي خان | البيانات المناخية لـديرا غازي خان | البيانات المناخية لـديرا غازي خان | البيانات المناخية لـديرا غازي خان |
| الشهر                             | يناير                             | فبراير                            | مارس                              | أبريل                             | مايو                              | يونيو                             | يوليو                             | أغسطس                             | سبتمبر                            | أكتوبر                            | نوفمبر                            | ديسمبر                            | المعدل السنوي                     |
| --------------------------------- | --------------------------------- | --------------------------------- | --------------------------------- | --------------------------------- | --------------------------------- | --------------------------------- | --------------------------------- | --------------------------------- | --------------------------------- | --------------------------------- | --------------------------------- | --------------------------------- | --------------------------------- |
| الدرجة القصوى °م (°ف)             | 25.0 (77.0)                       | 30.0 (86.0)                       | 35.0 (95.0)                       | 38.0 (100.4)                      | 42.0 (107.6)                      | 46.0 (114.8)                      | 44.0 (111.2)                      | 42.0 (107.6)                      | 40.0 (104.0)                      | 38.0 (100.4)                      | 32.0 (89.6)                       | 22.0 (71.6)                       | 46.0 (114.8)                      |
| متوسط درجة الحرارة الكبرى °م (°ف) | 20.3 (68.5)                       | 22.1 (71.8)                       | 26.9 (80.4)                       | 33.5 (92.3)                       | 38.7 (101.7)                      | 41.5 (106.7)                      | 38.5 (101.3)                      | 37.4 (99.3)                       | 36.7 (98.1)                       | 33.4 (92.1)                       | 27.7 (81.9)                       | 21.9 (71.4)                       | 31.5 (88.8)                       |
| المتوسط اليومي °م (°ف)            | 12.2 (54.0)                       | 14.7 (58.5)                       | 19.9 (67.8)                       | 26.0 (78.8)                       | 30.9 (87.6)                       | 34.2 (93.6)                       | 32.7 (90.9)                       | 31.9 (89.4)                       | 30.2 (86.4)                       | 25.3 (77.5)                       | 19.1 (66.4)                       | 13.6 (56.5)                       | 24.2 (75.6)                       |
| متوسط درجة الحرارة الصغرى °م (°ف) | 4.2 (39.6)                        | 7.3 (45.1)                        | 12.9 (55.2)                       | 18.5 (65.3)                       | 23.1 (73.6)                       | 26.8 (80.2)                       | 26.9 (80.4)                       | 26.4 (79.5)                       | 23.8 (74.8)                       | 17.3 (63.1)                       | 10.5 (50.9)                       | 5.3 (41.5)                        | 16.9 (62.4)                       |
| أدنى درجة حرارة °م (°ف)           | −2.2 (28.0)                       | −2.0 (28.4)                       | 4.0 (39.2)                        | 9.5 (49.1)                        | 14.4 (57.9)                       | 17.5 (63.5)                       | 18.6 (65.5)                       | 19.5 (67.1)                       | 15.8 (60.4)                       | 8.0 (46.4)                        | 2.2 (36.0)                        | −2.8 (27.0)                       | −2.8 (27.0)                       |
| الهطول مم (إنش)                   | 10.0 (0.39)                       | 17.5 (0.69)                       | 34.8 (1.37)                       | 21.7 (0.85)                       | 17.2 (0.68)                       | 14.4 (0.57)                       | 60.8 (2.39)                       | 57.5 (2.26)                       | 17.6 (0.69)                       | 4.8 (0.19)                        | 2.1 (0.08)                        | 10.4 (0.41)                       | 268.8 (10.57)                     |
| ساعات سطوع الشمس الشهرية          | 222.2                             | 206.8                             | 234.3                             | 259.2                             | 290.1                             | 247.7                             | 241.3                             | 261.1                             | 271.1                             | 283.2                             | 249.7                             | 220.4                             | 2٬987٫1                           |
| المصدر: NOAA (1961–1990)          |                                   |                                   |                                   |                                   |                                   |                                   |                                   |                                   |                                   |                                   |                                   |                                   |                                   |

## الإدارة المدنية
تنقسم مدينة ديرا غازي خان إداريًا إلى سبعة مجالس بلديّة، عدى عن كونها المقر الرئيسي والعاصمة الإدارية لمنطقة ديرا غازي خان.

## التعليم

### الكليات
هذه قائمةٌ بأبرز الكليات والجامعات والمعاهد في ديرا غازي خان:
- كلية الزراعة في ديرا غازي خان.[16]
- معهد إندوس الدولي وهو معهدٌ تابعٌ للكلية الوطنية لإدارة الأعمال والاقتصاد، وقد أنُشئ من طرفِ القطاع الخاص وذلك ذلك لتلبية احتياجات طلاب المناطق النائية.[17] يمتلكُ المعهد حافلاته الخاصة لتسهيل توفر النقل للطلاب، كما يتوفَّرُ على مكتبة وكمبيوترات وأشياء من هذا القبيل.[18]

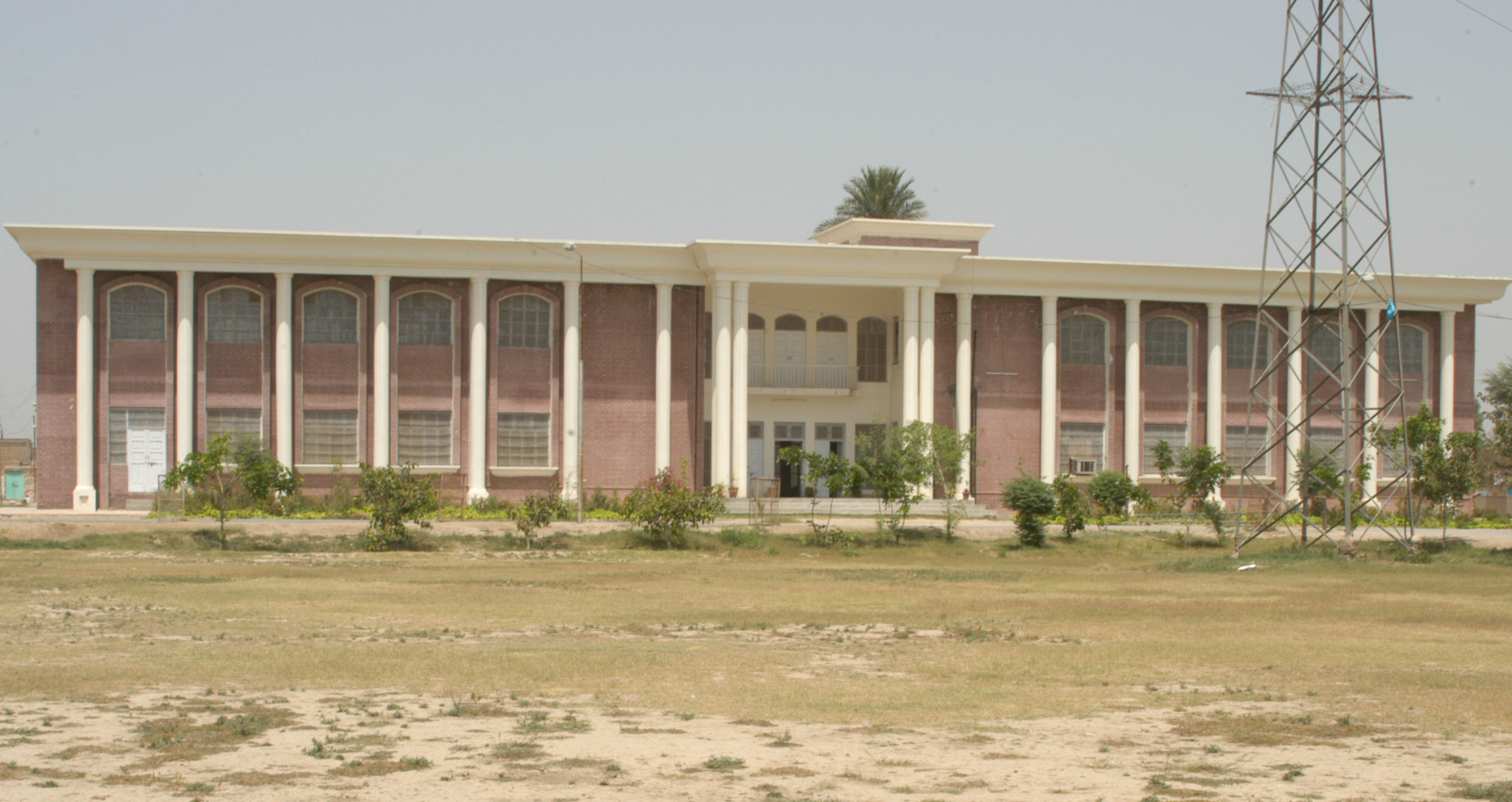
حرم جامعة التربية في ديرا غازي خان

- كلية التربية: تأسَّست عام 1989 وهي كليّةٌ تابعةٌ لجامعة بهاء الدين زكريا في ملتان. أصبحت الكلية مُؤسَّسة تأسيسية لجامعة التربية والتعليم عام 2002. يُوجد بالحرم الجامعي نُزلٌ للطلاب وللفتيات، ويقدم الحرم الجامعي عدّة برامج لتعليم الطلاب ومساعدتهم في التخرّج ومن ثمَ ولوج السوق المهنيّ.[19]
- كلية غازي خان الطبية: قررت الحكومة إنشاء كلية طب في ديرا غازي خان لتحسين المرافق التعليميّة في الجزء الجنوبي من المحافظة.[20] بدأت بناء كلية غازي خان الطبية عام 2010 فيما وُضع حجر الأساس لجامعة غازي وكلية ديرا غازي خان الطبية في كانون الأول/ديسمبر 2011.[21] عُيّن نياز أحمد بلوش مديرًا أول لكلية الطب التي أصبحت كليّة مُعتمَدة من قِبل الدولة بعدما أصبحت تحوي معهدًا للبحوث وهو المعهد الذي سيفي – بحسبِ الجامعة – بمتطلبات التدريب والبحث لطلاب الطب الذي سيعتمدون منهجًا دراسًا متوافقًا معَ المعايير الدولية.[22]

- كلية الزراعة في ديرا غازي خان: هي كليةٌ تابعةٌ لجامعة الزراعة في فيصل أباد ويُمكن للطلاب عبر الدراسة الحصول فيها الحصول على عددٍ من الشواهد الجامعيّة بما في ذلك درجة البكالوريوس. تتكون الكلية من عددٍ من الأقسام بما في ذلك قسمٌ متخصّصٌ في تربية النبات وقسمٌ آخرٌ في علم الوراثة ثم هناك قسم خاص بالبستنة فضلًا عن أقسام أخرى تُدرِّس الهندسة الزراعية، إدارة التربة والغابات والحياة البرية، علم الحشرات، أمراض النبات، الإنتاج الحيواني وصحة الحيوان، الهندسة والتكنولوجيا الزراعية، العلوم الاجتماعية والتنمية الريفية.[23]
- معهد التكنولوجيا: يقعُ هذا المعهد على طريق المطار، وهو أحد أكبر المعاهد في المنطقة التي تقدم عددًا من الشهادات الجامعيّة في أكثر من تخصّص، حيث يُمكن من خلال الدراسة في المعهد الحصول على شهادات في التقنيات والميكانيكية والكهربائية والميكانيكية الآلية والبترول والكيماويات والبتروكيماويات وتكنولوجيا المعلومات والكمبيوتر وما إلى ذلك.[24]

### الجامعات
أنشأت الحكومة جامعة غازي (بالإنجليزية: Ghazi University)‏ على أحدث طرازٍ في ديرا غازي خان منذ عام 2011 حيث تقعُ الجامعة على طريقِ المطار. حجزت الحكومة حوالي 1000 فدان من الأراضي وهي المساحة التي أُقيمت عليها الجامعة وباقي مرافقها. وُضع حجر الأساس لجامعة غازي وكلية غازي الطبية في كانون الأول/ديسمبر 2011، فأصبحت في وقتٍ لاحقٍ كلياتٌ أخرى بما في ذلك كلية الدراسات العليا (في المدينة) وكلية الزراعة وكلية غازي الطبية تقعُ تحت مسؤولية الجامعة الجديدة. أنشأَت الجامعة الافتراضية الباكستانيّة حرمها الجامعي في المدينة عام 2004 ومع أنها جامعةٌ توفّر بالدرجةِ الأولى تعليمًا عن بُعد والذي يعتمد بشكل أساسي على أدوات تكنولوجيا المعلومات إلّا أن لها حرمًا التي تُقضى فيه بعض الحاجيات الضرورية فيما يتعلق بالدراسة عن بُعد وآليتها. تحوي المدينة جامعة العلامة إقبال المفتوحة وهي جامعةٌ بارزةٌ على مستوى الدولة كما تحوي جامعة أخوات للهندسة والتكنولوجيا التي بُنيت عام 2012.

## التركيبة السكانية
ينتمي غالبية سكان المديتة للطبقة الفقيرة المحكومة من قِبل المُلَّاك الأثرياء وزعماء القبائل البلوشية التي لعبت دورًا مهمًا في السياسة الوطنية والإقليمية. يستخدمُ بعض هؤلاء الإقطاعيين لقب سردار لأنفسهم بما في ذلك رئيس وزراء البنجاب عثمان بوزدار والرئيس الباكستاني السابق فاروق ليغاري وعدد من حكام البنجاب منهم ذو الفقار علي كهوسه ولطيف كهوسه ومير بادشاه قيصراني وساردار من قبيلة مالغاني بلوش ودوست محمد كهوسه (السكرتير العام للبنجاب) ناصر محمود كهوسه (المفتش العام السابق لشرطة البنجاب) وأيضًا قاضي المحكمة العليا آصف كهوسه . تُعتبر المدينة واحدة من أقدم المناطق في جنوب آسيا، لكنها لم تتطور مثل المدن الأخرى في البنجاب. بناءً على الدراسات الاستقصائية التي أُجريت عامي 2004 و 2005 فتُعتبر منطقة ديرا غازي خان واحدة من أفقر عشرين منطقة في باكستان حيث يعيش حوالي 51% من سكانها تحت خط الفقر.

### تعداد السكان
جدولٌ يُلخّص التعداد السكاني (حسب سنوات محددة) لمدينة ديرا غازي خان:
| سنة التعداد الوطني | تعداد السكان | المرجع |
| 1972               | 72343        | [ 34 ] |
| 1981               | 102.007      | [ 35 ] |
| 1998               | 190.542      | [ 36 ] |
| 2017               | 399064       | [ 37 ] |

## المواصلات

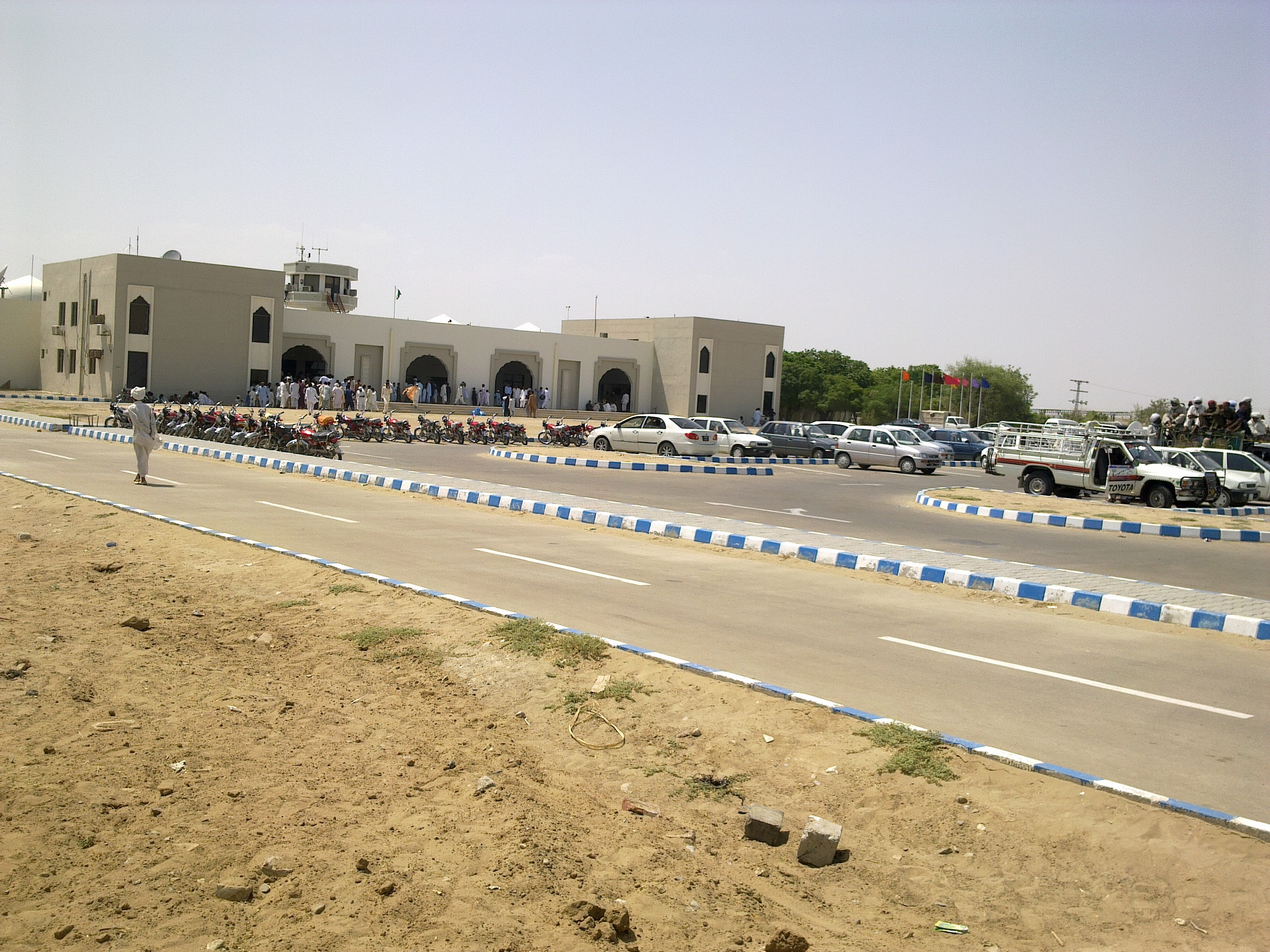
مطار ديرا غازي خان الدولي

يقعُ مطار ديرا غازي خان الدولي على بُعد 15 كيلومتر (9.3 ميل) من مركز مدينة ديرا غازي خان، ويخدمُ المطار بشكلٍ رئيسي سكان ديرا غازي خان.

## الحضارة

### المعارض والمهرجانات
- سانغ ميلا: هو معرضُ فيساكي حيث يُقام خلال شهريْ آذار/مارس ونيسان/أبريل ويُحتفَل به – منذ قرون – من قِبل الأشخاص القادمين من جهنك وفيصل آباد.[42][43] يحتفلُ الهندوس والمسلمون على حدٍ سواءٍ بهذا العيد خاصَّة وقت حصاد القمح.[44][45] يُعرف المهرجان في بعض الأماكن باسمِ بسنت. لاحظ ماكس آرثر ماكوليف – وهو رئيسُ مكتبٍ استعماريٍّ عُيِّن في البنجاب – عام 1875 أنَّ ليس المسلمين فقط من يزورون الأضرحة خلال هكذا أعياد ومهرجانات بل الهندوس يفعلون أيضًا.[46][47]

### الأطباق
- حلوى سوهان هي حلوى تقليدية تُصنع عن طريق غلي خليط من الماء والسكر والحليب ودقيق القمح (الخشن)/دقيق الذرة حتى تُصبح صلبة.[48][49][50]

## مشاهير
هذه قائمةٌ مختصرةٌ بأبرز مشاهير مدينة ديرا غازي خان:
- فاروق ليغاري (رئيس باكستان السابق)
- محسن نقفي (شاعر)
- برابهو تشاولا (صحفي)
- آصف سعيد كهوسه (رئيس المحكمة العليا الباكستانية)
- أمجد فاروق خان (عضوٌ في المجلس الوطني الباكستاني)
- ذو الفقار علي كهوسه (حاكم البنجاب السابق)
- سردار دوست محمد كهوسه (رئيس وزراء البنجاب السابق)
- توقير ناصر (ممثل)
- حافظ عبد الكريم (عضوٌ في المجلس الوطني الباكستاني)
- سردار عويس أحمد لغاري (عضوٌ في المجلس الوطني الباكستاني)
- سردار عثمان بوزدار (رئيس وزراء البنجاب)
- لطيف كهوسه (حاكم البنجاب السابق)
- زرطاج جول (عضوٌ في المجلس الوطني الباكستاني)
- زولفقار حبيب الشعب ( من مشاهير السوشال ميديا ومشهور بالكوميديا في سناب شات )
- امجد الباكستاني ( من مشاهير السناب و يوتيوبر عالمي)

## الصحافة والإعلام
تُتشر صحيفة ديلي جانج من ديرا غازي خان، جنبًا إلى جنب مع العديد من الصحف المحلية باللغات الأردية والسرائيكية والبلوشية، كما تُنشر صحيفة ديلي كاساك في ومن المدينة.